# NGC 609
NGC 609 (другое обозначение — OCL 325) — рассеянное звёздное скопление в созвездии Кассиопея. Открыто Генрихом Луи Д'Арре в 1863 году. Описание Дрейера: «небольшое, богатое звёздами скопление, состоит из звёзд 14-й величины и тусклее».
Фотометрические наблюдения скопления показали, что из-за межзвёздного покраснения избыток цвета B−V составляет 0,95m, а возраст скопления — 200 миллионов лет. В той же работе указывается, что диаграмма Герцшпрунга — Рассела для этого скопления похожа на диаграмму для Скопления Дикая Утка.
Этот объект входит в число перечисленных в оригинальной редакции «Нового общего каталога».